# Pardosa riveti
Pardosa riveti este o specie de păianjeni din genul Pardosa, familia Lycosidae, descrisă de Berland, 1913.
Este endemică în Ecuador. Conform Catalogue of Life specia Pardosa riveti nu are subspecii cunoscute.